# Gaston Piprot
Gaston Piprot (27. prosince 1866, La Ferté-Saint-Cyr - 30. ledna 1921 Ponts-de-Cé) byl francouzský fotograf, průmyslník, vydavatel ilustrovaných pohlednic a tvůrce obchodní značky.

## Životopis
Gaston Camille Jean Piprot se narodil 27. prosince 1866 v La Ferté-Saint-Cyr (41) jako syn Jacqua Alphonse Piprota, který průmyslově vyráběl lepenku v Orléans. V roce 1885 podepsal jednoroční podmíněný závazek u 46. pěšího pluku, na jehož konci obdržel osvědčení o dobrém absolvování vojenské služby. V roce 1891 byl jmenován jako záložní poručík 76. pěšího pluku. Osvobozen od vojenských povinností se přestěhoval do Paříže, kde jeho první činností byla práce v luxusní lepenkové společnosti „Piprot et cie“ na adrese Rue Saint-Merri číslo 13. V roce 1893 se zúčastnil mezinárodní výstavy v Chicagu s modely krabiček určených pro parfémy, cukráře a výrobce čokolády. V roce 1898, po procesu se svým sponzorem (vdovou Fargeon), podal návrh na bankrot, který ukončil jeho kariéru v oblasti kartonu.
Avšak v sektoru papírového průmyslu, ve kterém se vyznal, ještě zůstal. Dne 1. ledna 1902 založil společnost v obecném partnerství, produkující průmyslové fotografické tisky Piprot et Jardin. Podnik sídlící na adrese rue de la Pépinière č. 8, byl rozpuštěn v dubnu. Poté vytvořil novou společnost, tentokrát anonymní, s „fotografickými zařízeními G. Piprot“, jejichž sídlo je na stejné adrese 8 rue de la Pépinière a poté prodáno společnosti Duval et Cie. Je také koncesionářským redaktorem H. Bouteta, L. M. Paris a G. P. Paris. Poté se přestěhoval do vedlejší ulice 2 Rue d'Amsterdam a také otevřel továrnu na fotografické tisky a fotografické reprodukce v Rueil, kterou v roce 1910 převzala společnost Bauchet.
V roce 1903 se Gaston Piprot stal prezidentem odborové komory pro ilustrované pohlednice a založil první Veletrh ilustrovaných pohlednic, který se konal v roce 1904.
V roce 1905 převedl akcie společnosti L'Atelier d'art photographique, kterou provozoval na stejné adrese na rue d'Amsterdam, na svého bratrance a švagra Reného Piprota jako společníka. V roce 1909 vystavoval na 1. mezinárodní letecké a lokomotivní výstavě v Paříži ve Velkém paláci.
Obchodní značka s hvězdou, se kterou se většina produkce dostala k zákazníkům, představuje pohledy na Paříž a série na klíčová témata ve Francii i v zahraničí, stejně jako mnoho sérií portrétů umělců a karet s obrazy talentovaných fotografů včetně Nadara, Charlese Reutlingera, Luciena Waléryho, Stebbinga, Sazeraca nebo Alphonse Liéberta.
V roce 1912 přišlo nové prohlášení o bankrotu, kvůli kterému Gaston Piprot emigroval do Boulogne-sur-Seine na adresu rue Vauthier čp. 32. S první světovou válkou začala výroba vlasteneckých fantasy map a dalších žánrových scén. Poté pracoval jako tiskař různých vydavatelství, jak je uvedeno na zadní straně nápisu tirage au bromide, G. Piprot, Boulogne-sur-Seine.

## Rodina
Oženil se se svou sestřenicí Cécile Gabrielle Piprot, potomkem rodiny Alleaume. Pár měl 5 dětí, které přijaly příjmení Piprot Alleaume v roce 1940. Pierre (1910-1963) Dominikán, Marcel (1912-1940) zemřel za Francii, Gérard a dvě dcery Mme Geneviève Mockers a další také Dominikánka v Chinonu. Jeho bratranec René, který ho vystřídal jako předseda komory odborů, požádal ministerstvo v roce 1920 o rozšíření zákona, který povoloval přijímání pohlednic v sazbě za tištěné ilustrace.
Zemřel 30. ledna 1921 v Ponts-de-Cé (49), na adrese route de la Pyramide č. 7. Bylo mu 54 let.

## Produkce
- Série hereček, signováno G.PIPROT PHOT. v bílé barvě s hvězdou
- Série vzducholodí
- Série Abeceda
- Série křestního jména (velká písmena)
- Série jmen (secese)
- Letectví série
- Autor mapy Lemu ve sbírce sto. (Řada 8)
- Pohledy na města ve Francii (několik sérií) Arcachon Basin[18], Rouen, Monte Carlo, Trouville, Le Havre.
- Pohledy na Paříž
- Pařížské povodně
- Efektní "poilus" („chlupaté“) karty (kolorované)
- Efektní karty, Vánoce, šťastný nový rok, 1. dubna
- Portrét umělců a celebrit
- Fotoromán (série karet vyprávějících příběh)
- Intimní Napoleon
- Reklamní série cartes cigarettes (cigaretových karet) KLIMA, Alžír (formát 64 × 49 mm)
- Reklamní série cigaretových karet MELIA (1 500 různých předmětů) [19]

Využívá patentovaný „smaltovaný“ proces poskytující v té době nesrovnatelnou kvalitu fotografie a také nový lesklý aspekt v oblasti pohlednic.
V roce 1905 pod ochrannou známkou Comète, podanou ve stejném roce jako Star, byl také dodavatelem vybavení pro fotografování.
V prospektu z roku 1905 bylo k dispozici 150 sérií a je navrženo zaslání sto karet kopií různých sérií.

## Výstavy a ocenění
- 1903: Mezinárodní výstava v Chicagu (luxusní karton).
- 1904: 2 zlaté medaile v Paříži
- 1905: Výstava v Antverpách, mimo soutěž, člen poroty
- 1909: 1. mezinárodní letecká a lokomotivní výstava v Paříži

## Podpisy
V roce 1902:
- Značka „ETOILE“, 2 rue d'Amsterdam. PAŘÍŽ
 Emaillografie (archivováno) 28
(na zadní straně mapy ze série francouzských měst „13 Lourdes“) Svisle na levém okraji zadní strany (číslo je variabilní)
- Svislá značka GPParis-Filed na zadním levém okraji pohlednice bez střední separace. Seriál o uměleckých dílech XVIII století století prodáváno v označeném křišťálovém pouzdře : „enamelography“ (registrovaná) Speciální proces značky Étoile pro extra lesklé zasklení.
- Ochranná známka * registrovaná G.PIPROT. Paříž

Pro první období:
- Bílý podpis G.PIPROT PHOT. Bílá hvězda
- Bílý podpis G.PIPROT PHOT. Černá hvězda

tyto dva podpisy jsou na sérii hereček, jejichž autorem fotografií je
- Černá hvězda PARIS (fotograf Reutlinger)
- pěticípá hvězda černá
- pěticípá hvězda bílá
- Bílá pěticípá hvězda (černý okraj)
- Černá hvězda s černým textem STAR
- Bílá hvězda s bílým textem STAR
- Bílá hvězda černý text

hvězda se nejčastěji nachází vpravo dole.
- Kometa (černá hvězda s ocasem) na cigaretové kartě Climent, vpravo dole na fotografii
- V roce 1904 L'At. d'Art Phot.

Pro druhé období:
- Po roce 1912 se obejvovalo na zadní straně snímků: "tirage bromure G.Piprot Boulogne-sur-Seine" (svisle).
Tuto známku lze najít také na reversu různých vydavatelů té doby. (DIX, E.M, JM)
- Logo GPPARIS je zaregistrováno. -G.PIPROT.-Paris

## Galerie

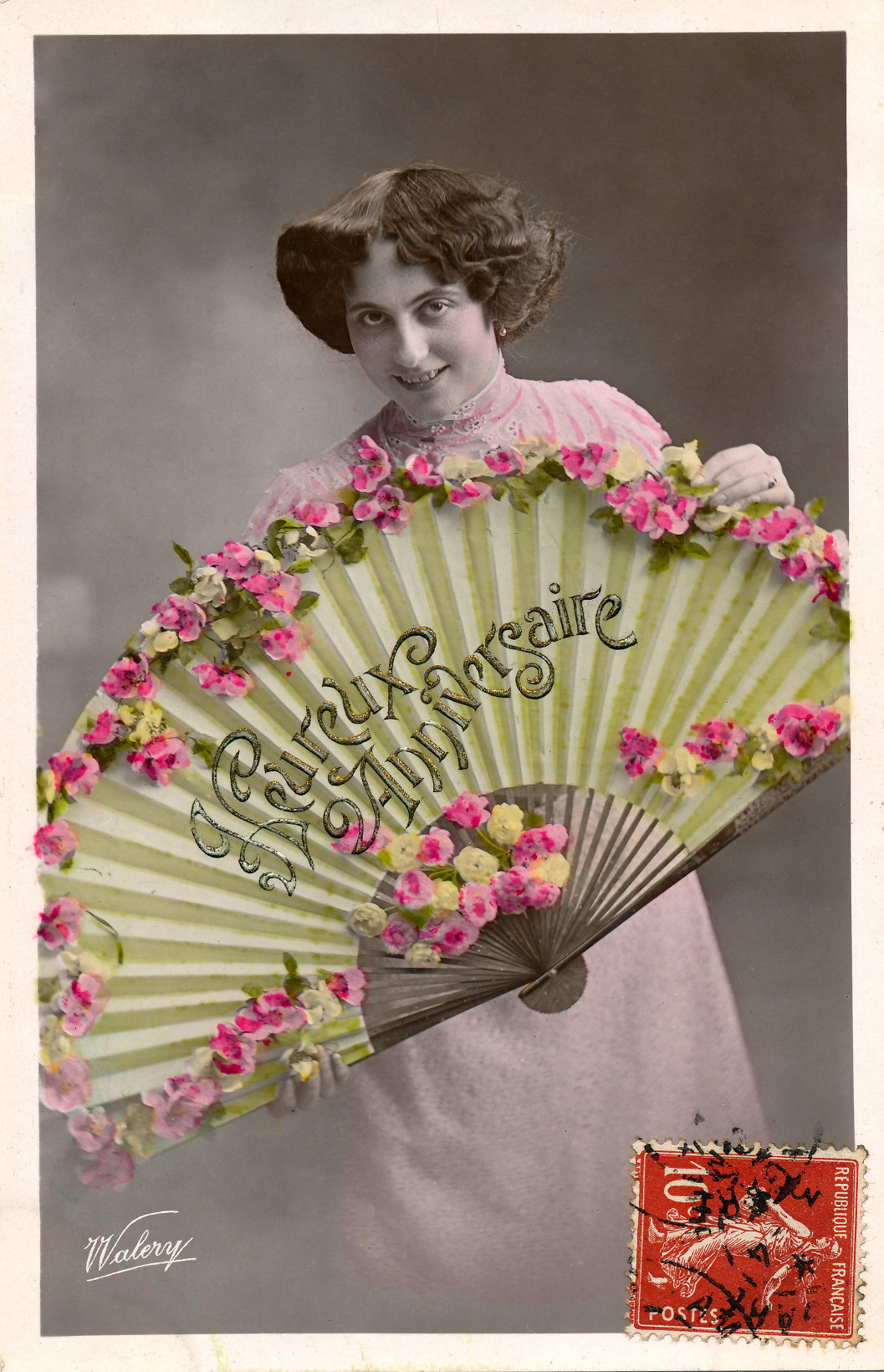
Gaston Piprot
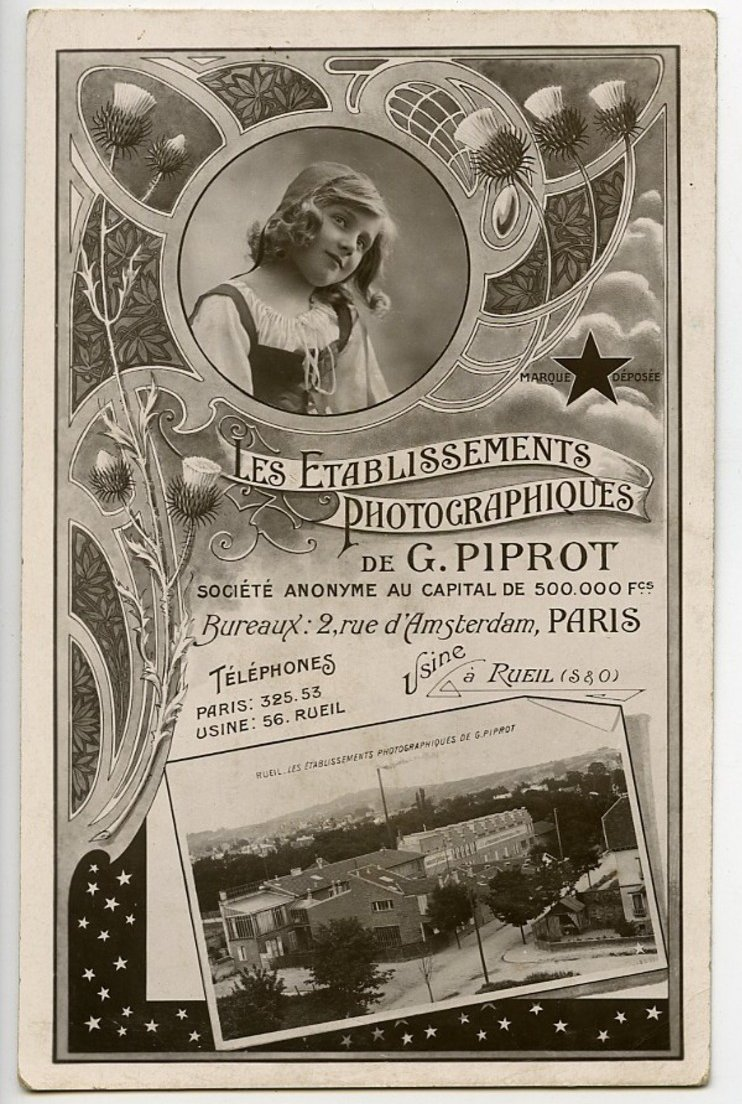
Gaston Piprot
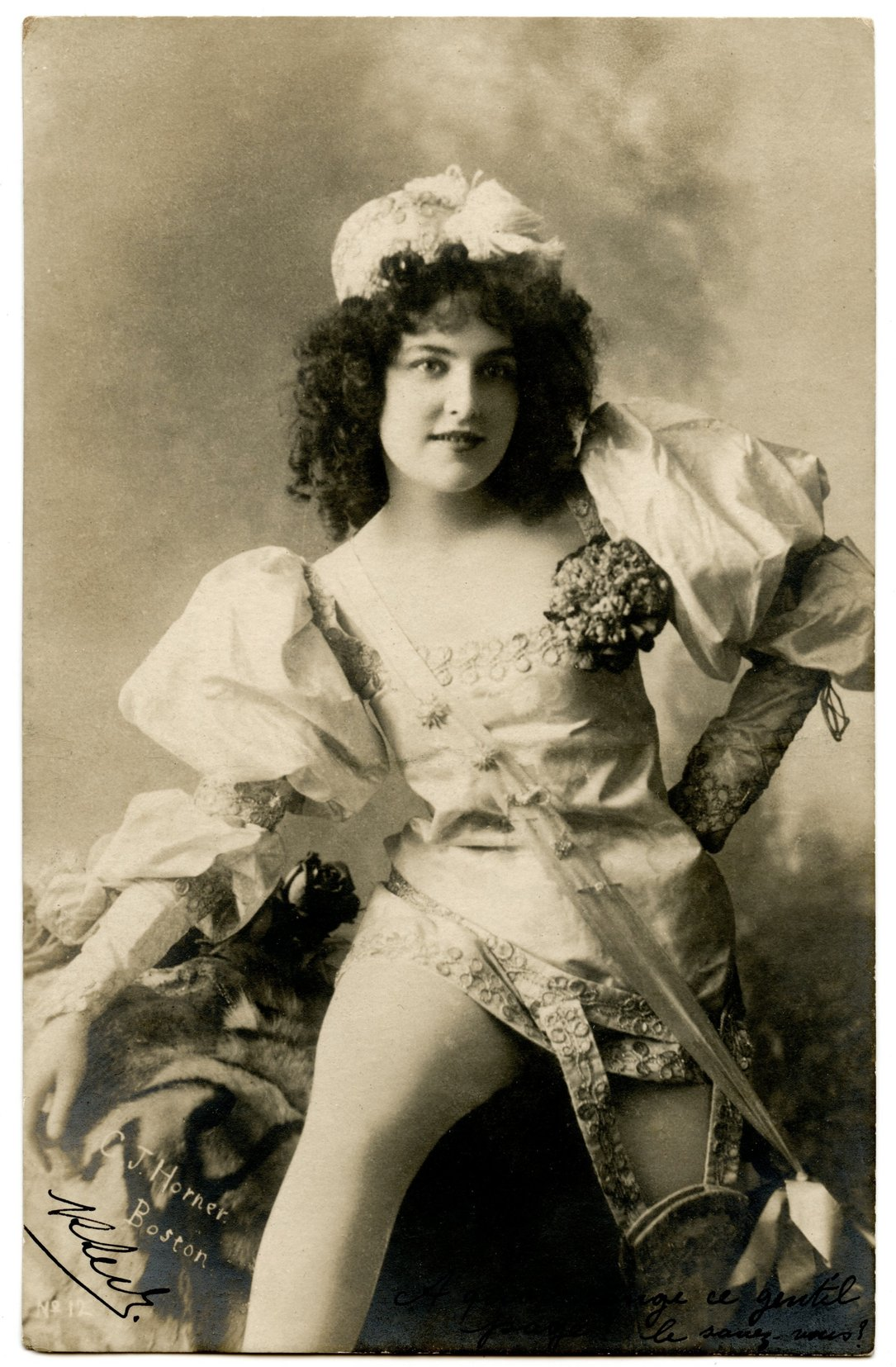
Gaston Piprot